# Robert Arteaga
Robert Arteaga (Santa Cruz de la Sierra, 10 de fevereiro de 1973) é um ex-futebolista boliviano que atuava como meia.

## Carreira
Robert Arteaga integrou a Seleção Boliviana de Futebol na Copa América de 1995.